# رافنزبورگ
شهر رافنزبورگ (به آلمانی: Ravensburg) در ایالت بادن-وورتمبرگ در کشور آلمان واقع شده‌است.